# Donald Trump Jr.
Donald John Trump Jr. (ur. 31 grudnia 1977 w Nowym Jorku) – amerykański przedsiębiorca, prezes The Trump Organization.

## Życiorys
Jest synem Donalda Trumpa i jego pierwszej żony Ivany. Uzyskał tytuł B.S. z dziedziny finansów i nieruchomości na University of Pennsylvania, a następnie zajął się rozwojem Trump Park Avenue. Pełni funkcję prezesa w rodzinnej firmie Trump Organization. Zasiadał w Radzie Dyrektorów organizacji charytatywnej Operation Smile, która pomaga dzieciom urodzonym z deformacją twarzy. Brał udział w show The Apprentice.

## Życie prywatne
W 2005 poślubił byłą modelkę Vanessę Haydon, z którą ma pięcioro dzieci: Donalda III, Chloe, Kai, Tristana i Spencera.